# 诸圣修道院 (沙夫豪森)
诸圣修道院 （Kloster Allerheiligen）位于瑞士沙夫豪森州沙夫豪森市历史悠久的老城中心，是一组原本笃会修道院的建筑群。其中的诸圣堂（Münster Allerheiligen）是沙夫豪森现存最古老的建筑 。如今，原修道院建筑群内设有诸圣博物馆（Museum zu Allerheiligen）、美术馆和自然历史博物馆、修道院花园以及前修道院的建筑，包括图书馆。